# Васил Вълков
 Тази статия е за българския борец.  За революционера вижте Васил Хадживълков.  
Васил Тодоров Вълков е български спортист, състезател и треньор по свободна борба.

## Биография
Роден е на 20 октомври 1944 г. в Дъбрава, Ловешко. С борба започва да се занимава на 15 години в Ловеч при треньора Вълко Иванов. След военната служба е състезател на ДФС „ЦСКА“ (София) при треньора Руси Русев. Състезава се в категория до 97 кг и до 100 кг.

### Спортни успехи
- Европейско първенства, Сребърен медал (1968, 1969 и 1972).
- Европейско първенства, Бронзов медал (1970).
- Световно първенства, Бронзов медал (1969, 1971).
- трикратен световен шампион за ветерани (1996, 2000 и 2001 г.).
- четвърти на летните олимпийски игри в Мюнхен през 1972 г.
- носител на седем титли от републиканските първенства.[2]

След прекратяване на състезателна кариера през 1977 г. се завръща в Ловеч и работи като треньор. Под неговото ръководство израстват европейския шампион за младежи Севин Алдинов, световният шампион за юноши Михо Боев и бронзовият медалист от световно и европейско първенство за младежи Мирослав Ботев. Активен състезател при ветераните. Спортист на годината за Ловеч (2000).